# Katalin Szili
Katalin Szili (* 13. květen 1956, Barcs) je maďarská právnička, sociální ekoložka, politička, mezi lety 1994 až 2014 poslankyně Zemského sněmu za Maďarskou socialistickou stranu, v letech 2002 až 2009 i jeho předsedkyně.

## Biografie
Odmaturovala na Nagy Lajos Gimnáziumban ve městě Pětikostelí. Poté studovala právo na Univerzitě v Pětikostelí, kde získala v roce 1981 diplom. Mezi lety 1990 až 1992 absolvovala studium sociální ekologie na Univerzitě Loránda Eötvöse. V roce 2001 získala diplom z politologie na Univerzitě v Pětikostelí.

### Politická kariéra
Mezi lety 1983 až 1989 byla členkou vládnoucí komunistické Maďarské socialistické dělnické strany (MSZMP). V roce 1989 byla jedním ze zakládajících členů Maďarské socialistické strany (MSZP). V letech 1992 až 1994 byla členkou zastupitelstva města Pécs (Pětikostelí).
V parlamentních volbách 1994 byla poprvé zvolena za levicovou MSZP poslankyní parlamentu a následně opětovně zvolena: podruhé ve volbách 1998, potřetí ve volbách 2002, počtvrté volbách 2006 a naposledy popáte volbcáh 2010.
Dne 15. května 2002 nahradila Jánose Ádera (Fidesz) v předsednictví Zemského sněmu. V této funkci působila jako první (a zatím také jediná) žena od pádu komunismu v roce 1989 a jako v pořadí druhá žena v celé historii Zemského sněmu od roku 1848.
V květnu 2005 byla na kongresu zvolena kandidátkou MSZP na post hlavy státu. Během hlasování v parlamentu, které probíhalo 6. a 7. června, nakonec ve třetím rozhodujícím kole prohrála s poměrem hlasů 182:185 ve prospěch kandidáta tehdejší pravicové opozice (Fidesz, MDF), kterým byl nestraník László Sólyom. K této situaci došlo jelikož tři poslanci (Gabriella Béki, Imre Mécs, Ferenc Wekler) patřící ke stranám MSZP a SZDSZ tvořící tehdejší vládní koalici (první vláda Ference Gyurcsánye) nehlasovali.
V roce 2009 kandidovala v předčasné volbě na post primátora města Pécs, získala 34,14% hlasů a skončila druhá, vítězem se stal pravicový kandidát Zsolt Páva (Fidesz–KDNP) se ziskem 65,83%.
V létě 2009 oznámila, že odstoupí z funkce předsedkyně parlamentu. Jejím nástupcem byl 14. září zvolen Béla Katona (MSZP). V témže roce založila novou stranu s názvem Sociální unie (Szociális Unió), čímž zaniklo její členství v Maďarské socialistické straně a jako poslankyně opustila i parlamentní frakci MSZP.
V parlamentních volbách 2014 kandidovala za subjekt Közösség a Társadalmi Igazságosságért Néppárt (KTI), který získal jen 0,22% a do Zemského sněmu se nedostal. 
Od března roku 2015 spolupracuje se třetí (2014–2018), čtvrtou (2018–2022) i pátou vládou (2022–2026) pravicového premiéra Viktora Orbána (Fidesz).
Dne 31. března 2023 oznámila, že se také formálně připojí ke Křesťanskodemokratické lidové straně (KDNP), ke které podle vlastních slov „vždycky i patřila”.

## Soukromý život
Je vdaná, její manžel je stavební inženýr. Vlastní biologické děti nemají, ale vychovávali společně dvě děti svých přátel, kteří zahynuli při autonehodě.
Ve dvanácti letech přišla Katalin Szili o levou ruku v důsledku nehody, kdy jí v ruce explodoval granát. Z tohoto důvodu nosí na veřejnosti šátky, kterými si ruce zakrývá. Při slavnostních příležitostech většinou nosí umělou ruku, která ladí s barvou její pleti.

## Dílo
- Gulyás Mihály, Dr. Szili Katalin: A fenntartható fejlődés felé. A Magyar Szocialista Párt környezetvédelmi programjának tervezete és korábbi környezetvédelemmel foglalkozó programok; Szelén, Budapest, 2000.
- Dr. Szili Katalin: Muszáj baloldalinak lennünk! – egy vita tanulságai. Szili Katalin előadása; Civil Akadémia Alapítvány, Budapest, 2007 (Andrássy úti esték).
- Dr. Szili Katalin: Kendőzetlenül. Válogatott írások, interjúk, 2002–2009; Ventus Commerce, Budapest, 2009.
- Dr. Szili Katalin: Kendőzetlenül. Válogatott írások, interjúk, 2002–2009; 2. rozšířené vydání; Ventus Commerce, Budapest, 2010.
- Dr. Szili Katalin: Ahelyett, hogy zöldeket beszélnénk; Magyar Nemzet, Budapest, 2019.
- Dr. Szili Katalin: Mit kell tudni az autonómiáról?; Bethlen Gábor Alapkezelő Zrt., Budapest, 2019.
- Kalmár Ferenc – Dr. Szili Katalin: A nemzeti kisebbségvédelem javasolt alapelvei az Eu-ban; Bethlen Gábor Alapkezelő Zrt., Budapest, 2019.
- Kalmár Ferenc – Dr. Szili Katalin: A nemzeti kisebbségvédelem javasolt alapelvei az Eu-ban; 2. rozšířené vydání; Bethlen Gábor Alapkezelő Zrt., Budapest, 2020.
- Dr. Szili Katalin: Harmincból tíz. Kárpát-medencei autonómiatörekvések, szomszédságpolitika és az európai kisebbségvédelem 2010-2020; Bethlen Gábor Alapkezelő Zrt., Budapest, 2021.
- Dr. Katalin Szili: Ten out of thirty. Aspirations for autonomy, neighborhood policy and the minority protection 2010-2020; Bethlen Gábor Fund Management Ltd., Budapest, 2022.

## Ocenění
- Maďarsko: Čestné občanství města Barcs (2004)
- Francie: Řád čestné legie (2005)
- Polsko: Řád za zásluhy Polské republiky (2006)[10]
- Maďarsko: Čestné občanství města Kazincbarcika (2007)
- Maďarsko: Báthory-díj (2008)[11]
- Maďarsko: Bocskai-díj (2020)[12]
- Sikulsko: Székely Nemzeti Tanács Gábor Áron-díja (2023)
- Maďarsko: Zajzoni Rab István-díj (2023)
- Maďarsko: Fábry Zoltán-díj (2024)